# VRML
VRML (англ. Virtual Reality Modeling Language — мова моделювання віртуальної реальності) — стандартний формат файлів для демонстрації тривимірної інтерактивної векторної графіки, використовується у WWW. 

## Формат
VRML — це текстовий формат файлів, де, наприклад, вершини і межі багатогранників можуть вказуватися разом з кольором поверхні, текстурами, блиском, прозорістю і так далі. URL можуть бути пов'язані з графічними компонентами, таким чином, що веббраузер може отримувати вебсторінку або новий VRML-файл з мережі Інтернет тоді, коли користувач клацає по будь-якому графічному компоненті. Рух, звуки, освітлення та інші аспекти віртуального світу можуть з'являтися як реакція на дії користувача або ж на інші зовнішні події, наприклад таймери. Особливий компонент Script Node дозволяє додавати програмний код (наприклад, Java або JavaScript (ECMAScript)) до VRML-файлу. 
VRML-файли зазвичай називаються світами і мають розширення *.wrl (наприклад: island.wrl). Хоча VRML-світи використовують текстовий формат вони часто можуть бути стиснуті з використанням алгоритму компресії gzip для того, щоб їх можна було передавати по мережі за менший час. Більшість програм тривимірного моделювання можуть зберігати об'єкти та сцени у форматі VRML.

## Стандарти
Для подальшої колективної розробки формату був створений консорціум Web3D. 
Перша версія VRML була випущена в листопаді 1994 року. Ця версія була заснована на API і файловому форматі програмної компоненти Open Inventor, спочатку розробленої в SGI. Поточна і функціонально завершена версія — VRML97 (ISO / IEC 14772-1:1997). Зараз VRML витіснюється форматом X3D (ISO / IEC 19775-1).

## Поява, популярність і занепад
Поняття VRML було введено Дейвом Раджеттом (Dave Raggett) у документі, представленому на Першій Міжнародній Конференції з питань Всесвітньої Павутини (1994 рік) і вперше обговорювалось на WWW94 VRML BOF, заснованої Тимом Бернерсом-Лі де Марк Песке (Mark Pesce) представив демо-програму Labirinth («Лабіринт»), розроблену ним спільно з Тоні Парізі (Tony Parisi) і Пітером Кеннардом (Peter Kennard). 
VRML досяг вершини популярності після виходу VRML 2.0 у 1997 році, коли він став використовуватися на деяких персональних сторінках та сайтах, в основному для 3D-чатів. Формат підтримувався SGI Cosmo Software (основний кістяк програмістів цього підрозділу знаходився в Москві і зараз це компанія Parallel Graphics). Коли в 1998 році SGI була реструктурована цей підрозділ було продано Platinum Technologies, яке потім було куплено Computer Associates. Остання не стала розвивати та поширювати програми для VRML. Порожнеча була заповнена різними недовговічними комерційними Web 3D форматами, що з'явилися за останні кілька років, включаючи Microsoft Chrome, Adobe Atmosphere і Shockwave 3D, проте жоден з цих форматів не підтримується сьогодні. Можливості VRML залишалися незмінними, тоді як можливості тривимірної комп'ютерної графіки реального часу росли. VRML Consortium змінив свою назву на Web3D Consortium і почав працювати над нащадком VRML — X3D. 
Хоча VRML ще продовжує використовуватися у деяких галузях, особливо в освітньому та дослідницькому середовищі, де найбільш цінуються відкриті специфікації, можна сказати, що він витіснений форматом X3D. MPEG-4 Interactive Profile (ISO / IEC 14496) був заснований на VRML (тепер на X3D) і X3D, здебільшого, зворотно-сумісний з ним. VRML також продовжує використовуватися як файловий формат для обміну 3D-моделями, особливо в САПР.

## Документація
- специфікація VRML ISO / IEC 14772 [Архівовано 28 вересня 2007 у Wayback Machine.]
- Web3D консорціум [Архівовано 25 січня 2002 у Wayback Machine.]
- Annuaire des mondes virtuels et chats 3D: options single-user-mode/multi-user -mode avec images et liens directs vers ~ 1000 mondes [Архівовано 18 жовтня 2008 у Wayback Machine.]